# Hôtel-Dieu de Saint-Riquier
L'Hôtel-Dieu ou Hospice de Saint-Riquier est situé à Saint-Riquier, dans le département de la Somme, au nord d'Abbeville.

## Historique
L'Hôtel-Dieu de Saint-Riquier nous est connu depuis 1199. Sa fondation est attribuée à Adam La Broye, prêtre de Saint-Riquier. Il était administré par des religieux et des religieuses. À la fin du XVIIe siècle, la salle des malades comptait 18 lits et 24 religieuses assuraient les soins ; en sachant qu'à l'époque, on pouvait compter jusqu'à 6 malades par lit. À la Révolution française, l’Hôtel-Dieu devint un hospice civil. Cependant jusque 1963, ce furent les sœurs augustines qui assurèrent les soins aux vieillards.
Les bâtiments actuels ont été construits de 1688 à 1704. La chapelle Saint-Nicolas a été construite de 1717 à 1719. L'ensemble est protégé au titre des monuments historiques : inscription par arrêté du 21 juin 1952.

## Caractéristiques
L'élément le plus remarquable de l'ensemble est la chapelle Saint
Nicolas avec son décor de style rocaille, ses tableaux, ses grilles de fer forgé attribuées à Jean Veyren. En 1753, Pfaffenhoffen réalisa le maître-autel en bois doré orné de statues : l'une de saint Nicolas et l'autre de saint Augustin, de deux médaillons en bas-relief représentant : Jésus guérissant un malade et Jésus recevant l'hospitalité chez Marthe et Marie. Le retable est orné en son centre par un tableau de Joseph François Parrocel, Jésus guérissant les paralytiques. Au dessus de la porte d'entrée, se trouve du même auteur un autre tableau, Jésus guérissant un malade. 
Le cloître en brique et pierre, abrite un retable, une salle où a été reconstituée une apothicairerie exposant une collection de pots à pharmacie et une collection d’instruments de chirurgie ainsi qu'une chambre de malade du XVIIIe siècle.